# Quần đảo Vạn Sơn

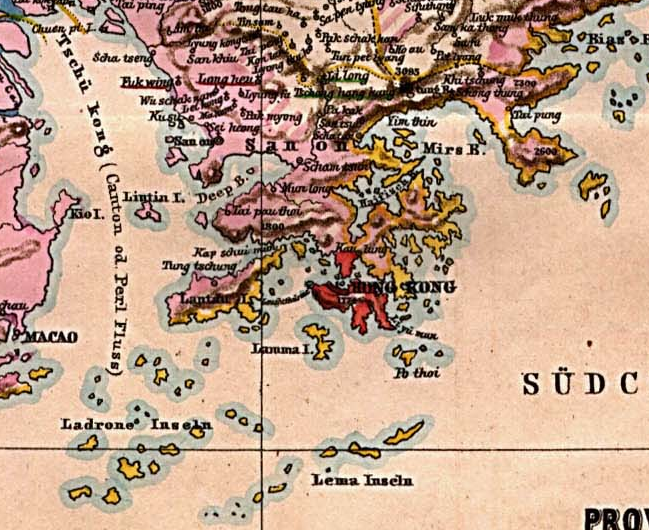
Quần đảo Ladrones và quần đảo Lema (phần dưới của bản đồ) trên một bản đồ Đức năm 1878

Quần đảo Vạn Sơn là một quần đảo gồm 104 hòn đảo thuộc địa giới của thành phố Chu Hải của tỉnh Quảng Đông tại Trung Quốc. Hầu hết các hòn đảo nằm trong Khu thực nghiệm Khai phát Hải dương Vạn Sơn.

## Địa lý
Quần đảo nằm tại Nam Hải (Biển Đông), ở phía nam Đồng bằng Châu Giang và Hồng Kông. Chính phủ Trung Quốc cũng coi quần đảo Vạn Sơn bao gồm cả đảo một số hòn đảo tại Hồng Kông và Ma Cao, như đảo Hồng Kông và đảo Đại Nhĩ Sơn tại Hồng Kông, Đãng Tử-Lộ Hoàn tại Ma Cao.
Quần đảo trên bản đồ hiện tại, bao gồm nhiều các nhóm đảo. Trong các bản đồ châu Âu cổ, nhóm phía tây, nằm ở phía nam cửa sông Châu Giang và đảo Lantao (Đại Nhĩ Sơn) cũng được thể hiện là quần đảo Vạn Sơn. Đảo Đại Vạn Sơn, Quế Sơn, dãy đảo Tri Châu, Ngaọi Linh Đinh, dãy đảo Tam Môn và dãy đảo Ải Châu, được gọi là quần đảo Ladrones (nghĩa là 12 đảo, theo tiếng Tây Ban Nha hay Bồ Đào Nha). Dãy đảo phía đông, nằm ở phía nam Hồng Kông, được người phương Tây gọi là quần đảo Lema; ngày ngày này, nửa phía tây của chuối này được gọi là dãy đảo Bồng Giai, trong khi nửa phía đông được gọi là dãy đảo Đam Can.

## Lịch sử
Vào thế kỷ XVI, Người Bồ Đào Nha phát hiện ra quần đảo và đặt cho nó cái tên Ladrones, có ý "đạo tặc". Sau khi người Anh chiếm được Hương Cảng, họ nhận thấy quần đảo Vạn Sơn sẽ không đe dọa anh ninh đến Hương Cảng, Trung Quốc vẫn được bảo lưu quyền quản trị.
Sau khi Quốc Dân đảng thua trong nội chiến Trung Quốc và khu vực tỉnh Quảng Đông bị giải phóng quân chiếm, Quốc quân Trung Hoa Dân Quốc tập trung binh lực tại các đảo duyên hải của quần đảo Vạn Sơn. Ngày 25 tháng 5 năm 1950, giải phóng quân triển khai công kích quần đảo Vạn Sơn, lịch sử gọi là hải chiến Quần đảo Vạn Sơn. Cuối cùng quốc quân thua trận, 27 tháng 6 cùng năm, giải phóng quân đã chiếm được các đảo chủ yếu của quần đảo.